# I. 버나드 코헨
I. 버나드 코헨(1914년 3월 1일 – 2003년 6월 20일)은 하버드 대학 과학사 교수이며, 아이작 뉴턴에 관한 많은 책을 저술한 인물이다.
코헨은 조지 사튼의 제자였다. Cohen은 1942년부터 사망 할 때까지 하버드에서 가르쳤으며 그의 임기는 과학사에서 하버드 프로그램의 발전으로 나타났다. 그는 계속해서 사튼의 뒤를 이어 Isis (1952-1958)의 편집장으로, 나중에 협회 회장 (1961-1962)으로 임명되었다. 그는 또한 국제 역사 및 과학 철학 연합의 회장이었다.
코헨은 국제적으로 인정받는 뉴턴 학자였다. 그의 관심사는 과학 및 공공 정책에서 컴퓨터의 역사에 이르기까지 다양했으며, 수십 년 동안 IBM 컴퓨터 역사에 대한 특별 컨설턴트로 일했다. 그의 출판물 중에는 Franklin and Newton (1956), The Birth of a New Physics (1959), The Newtonian Revolution (1980), Revolution in Science (1985), Science and the Founding Fathers (1995), Howard Aiken : Portrait of a Computer Pioneer (1999), 그의 마지막 저서 The Triumph of Numbers (2005)가 있으며, 공동 저작물로 뉴턴의 《자연철학의 수학적 원리》의 새로운 영어 번역이 있다.